# The Seekers
The Seekers – australijski folkowo-popowy zespół wokalno-instrumentalny.
Zespół powstał w 1962 w Melbourne z inicjatywy Athola Guya, Keitha Potgera i Bruce'a Woodleya, do których niebawem dołączył jako wokalista Ken Ray. Szybko jednak odszedł z grupy i jego miejsce zajęła specjalizująca się do tej pory w tradycyjnym jazzie Judith Durham.
W 1964 zespół przeniósł się do Londynu. Swoją działalność zawiesił w 1968 ze względu na odejście Judith Durham, która postawiła na karierę solową. W czerwcu 1969 Keith Podger założył nowy zespół The New Seekers, wykonujący również folk i pop, poszerzający jednak repertuar o muzykę rockową. Zespół działał do 2010 roku, z przerwą w 1975. Również w 1975 do działalności powróciło oryginalne The Seekers. Trzon zespołu stanowiła trójka założycieli, na przestrzeni lat jednak towarzyszyły mu różne wokalistki i muzycy wspierający. W 1992 do roli wokalistki powróciła Judith Durham. W maju 2013 po koncercie z okazji 50-lecia zespołu Durham przeszła udar mózgu, który jednak nie odebrał jej zdolności śpiewania i pozostała aktywna aż do roku 2019. Po jej odejściu Athol Guy, Keith Potger i Bruce Woodley kontynuowali działalność jako  The Original Seekers.
5 sierpnia 2022 Judith Durham zmarła w wieku 79 lat na rozstrzenie oskrzeli, na które chorowała od dzieciństwa. W tym samym roku grupa zakończyła działalność po 60 latach istnienia.

## Skład
- Judith Durham (1943–2022) – śpiew, fortepian (1962–1968, 1992–2019)
- Athol Guy (ur. 1940) – kontrabas, chórki (1962–1968, 1975–1978, 1988–2022)
- Keith Potger (ur. 1941) – gitara prowadząca, gitara dwunastostrunowa banjo, chórki, śpiew (1962–1968, 1975–1985, 1988–2022)
- Bruce Woodley (ur. 1942) – gitara rytmiczna, banjo, mandolina chórki, śpiew (1962–1968, 1975–1977, 1988–2022)

Najpopularniejsze nagrania: "Carnival Is Over", "Georgy Girl", "I'll Never Find Another You", "A World of Our Own", "Morningtown Ride", "Someday One Day".